# هجدهمین مراسم جایزه انجمن بازیگران فیلم
 هجدهمین مراسم جایزه انجمن بازیگران فیلم (به انگلیسی: 18st Screen Actors Guild Awards) به افتخار بهترین بازیگران فیلم و تلویزیون سال ۲۰۱۱ برگزار شد. 

## نامزدی‌ها و جوایز

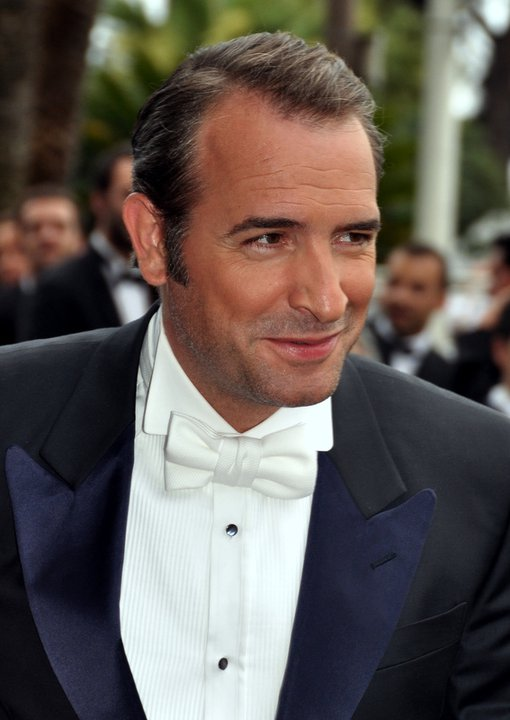
ژان دوژاردن، برنده بهترین بازیگر مرد فیلم درام

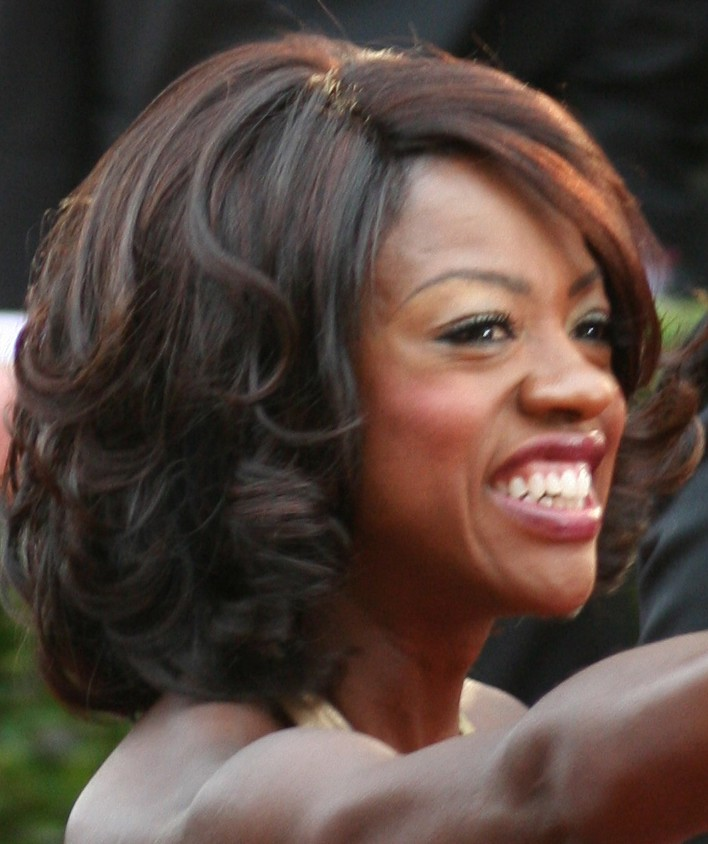
ویولا دیویس، برنده بهترین بازیگر زن فیلم درام

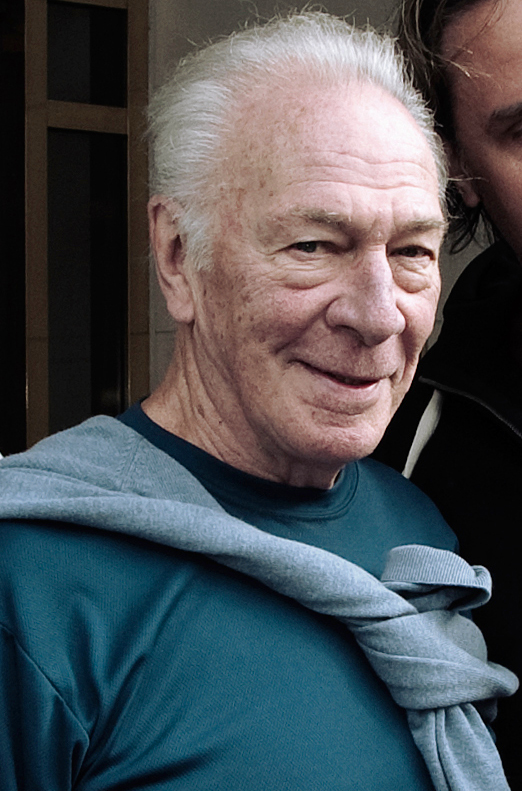
کریستوفر پلامر، برنده بهترین بازیگر مکمل زن فیلم درام

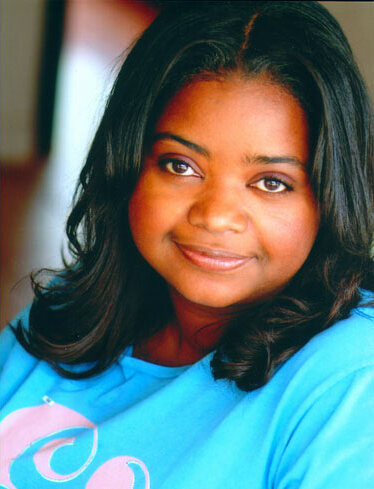
اکتاویا اسپنسر، برنده بهترین بازیگر مکمل زن فیلم درام

| ژان دوژاردن       | برای فیلم |
| دمیان بیچیر       | برای فیلم |
| جرج کلونی         | برای فیلم |
| لئوناردو دی‌کاپریو | برای فیلم |
| برد پیت           | برای فیلم |

| ویولا دیویس           | برای فیلم |
| گلن کلوز              | برای فیلم |
| مریل استریپ           | برای فیلم |
| تیلدا سوئینتن         | برای فیلم |
| میشل ویلیامز (بازیگر) | برای فیلم |

| کریستوفر پلامر | برای فیلم |
| کنت برانا      | برای فیلم |
| آرمی هامر      | برای فیلم |
| جونا هیل       | برای فیلم |
| نیک نولتی      | برای فیلم |

| اکتاویا اسپنسر | برای فیلم |
| برنیس بژو      | برای فیلم |
| جسیکا چستین    | برای فیلم |
| ملیسا مک‌کارتی  | برای فیلم |
| جانت مک‌تیر     |           |

## برندگان مرد و زن سریال تلویزیونی

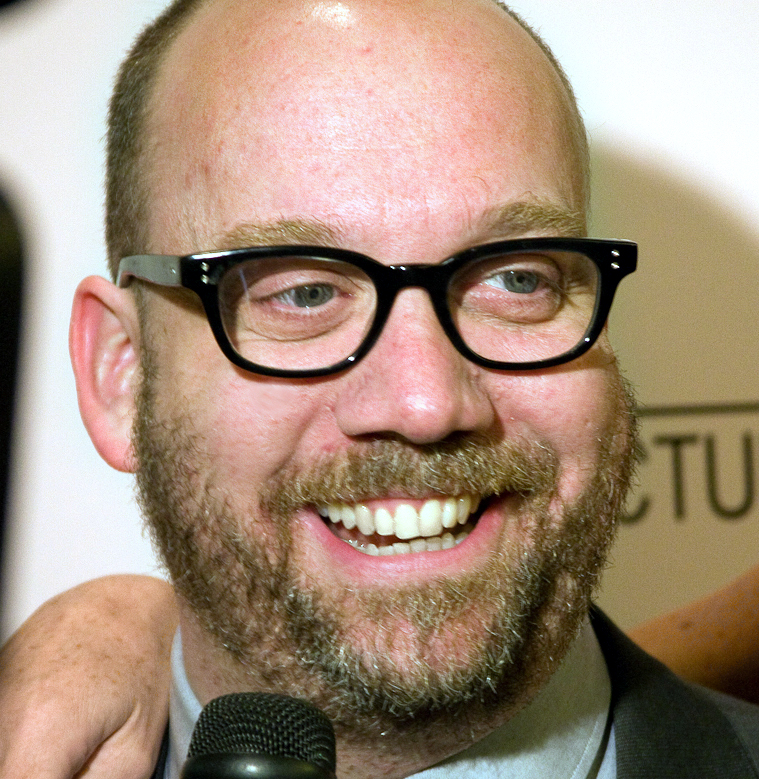
پل جیاماتی عملکرد فوق العاده توسط یک بازیگر مرد در یک مینی سریال یا فیلم تلویزیونی
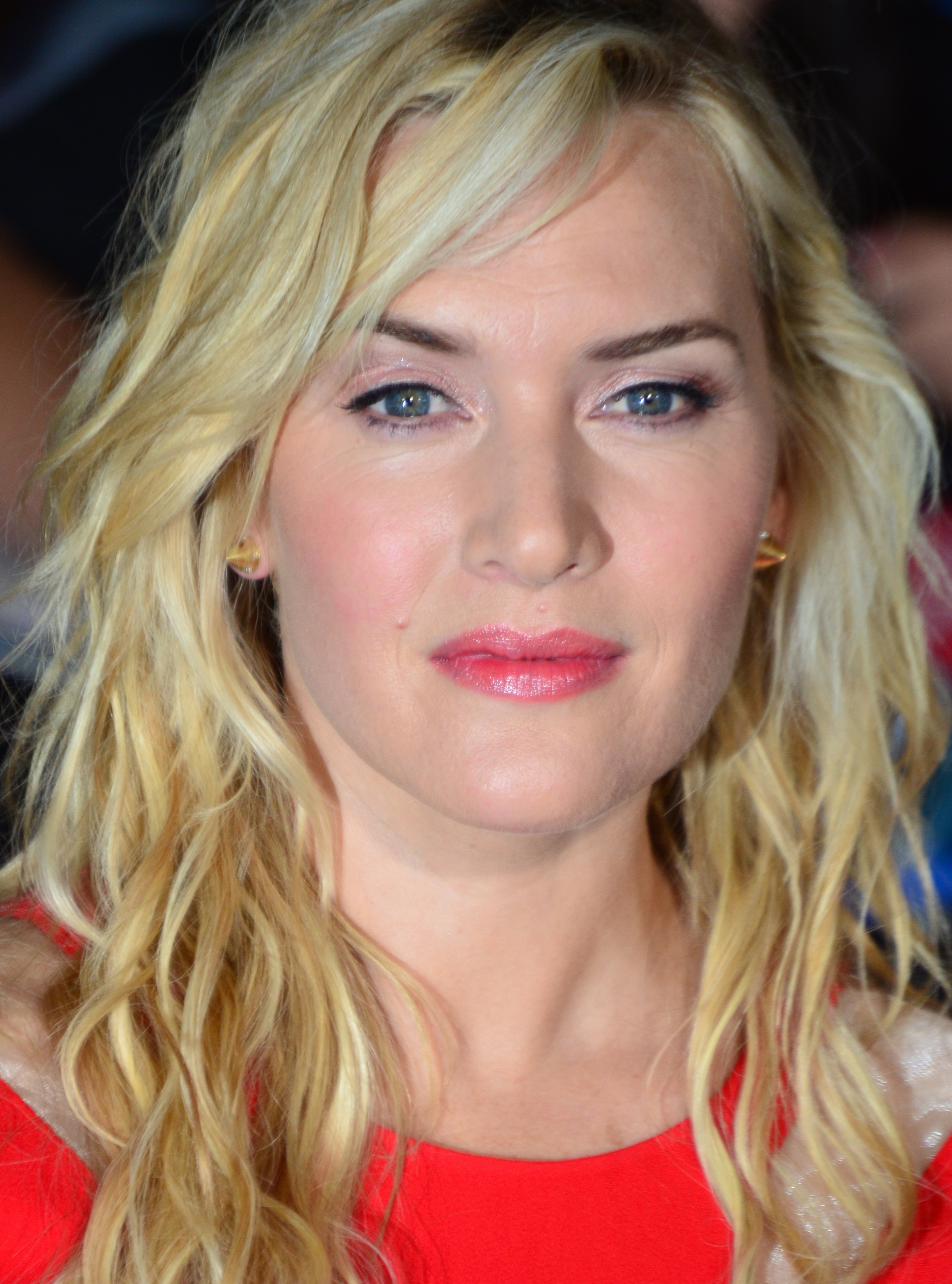
کیت وینسلت عملکرد فوق العاده توسط یک بازیگر زن در یک مینی سریال یا فیلم تلویزیونی
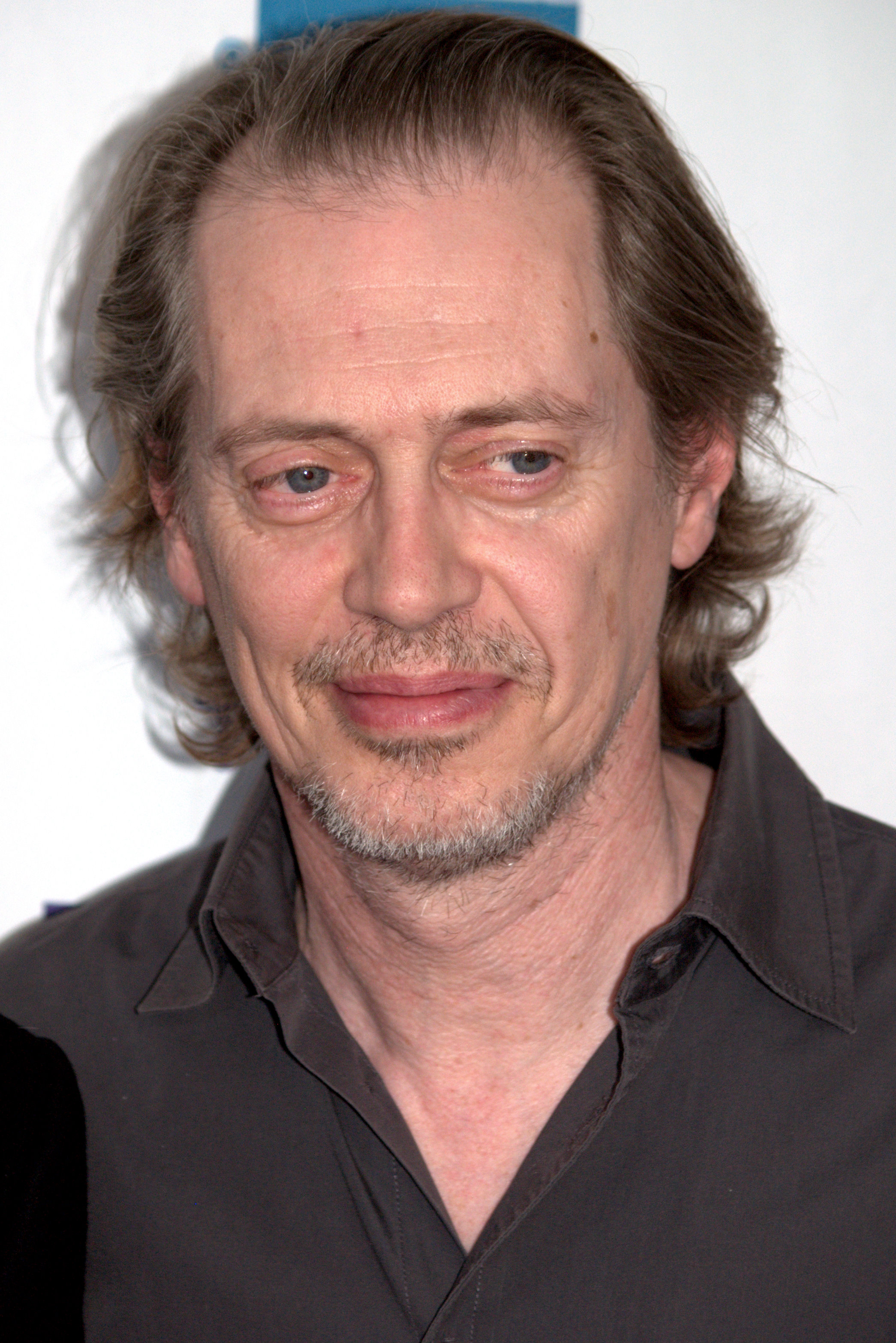
استیو بوشمی عملکرد فوق العاده توسط یک بازیگر مرد در یک سریال درام

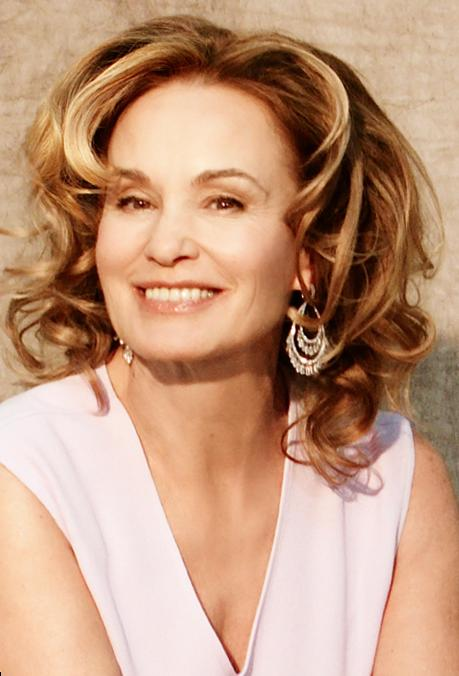
جسیکا لنگ عملکرد فوق العاده توسط یک بازیگر زن در یک سریال درام
الک بالدوین عملکرد فوق العاده توسط یک بازیگر مرد در یک سریال کمدی
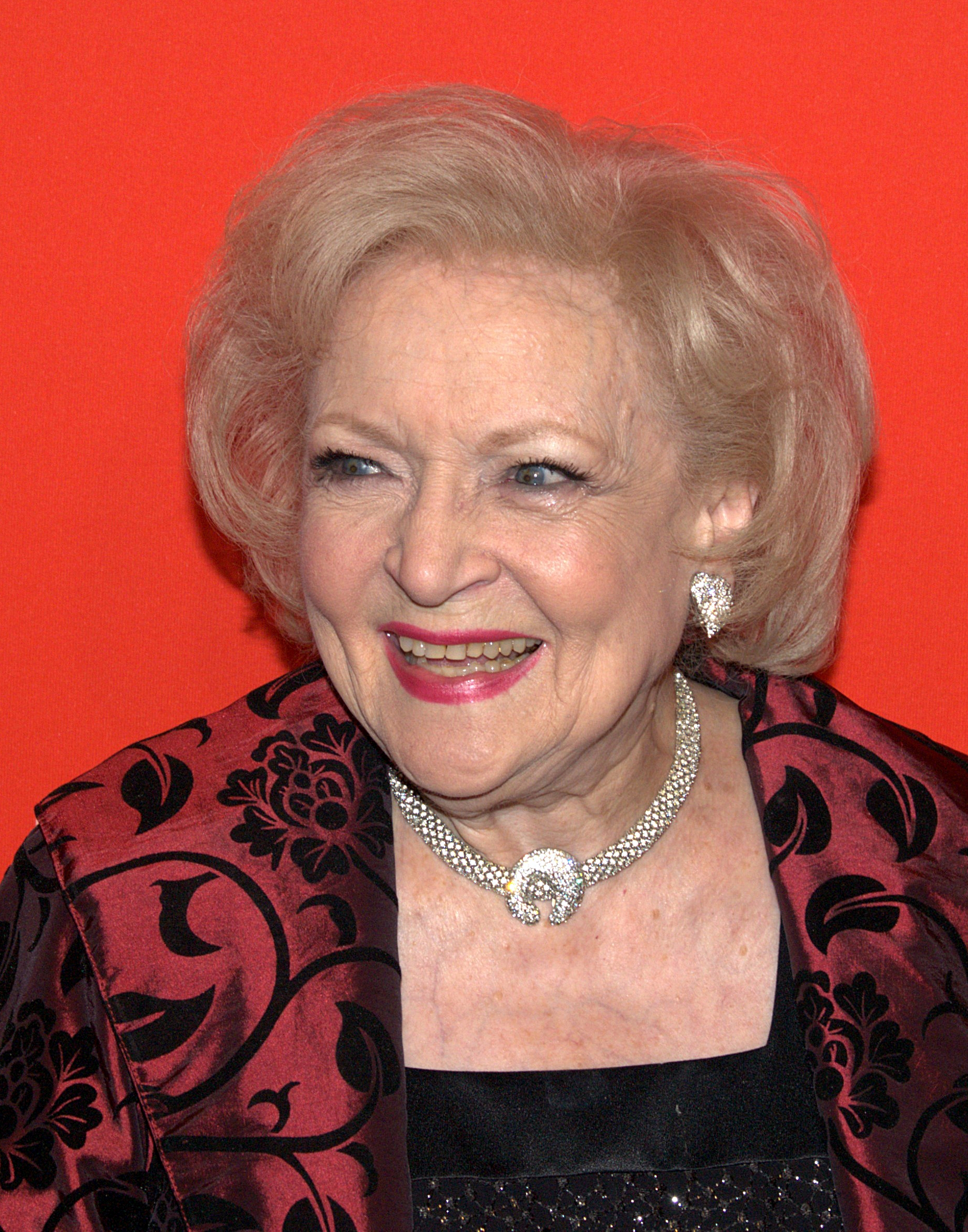
بتی وایت عملکرد فوق العاده توسط یک بازیگر زن در یک سریال کمدی